# Lano (Haute-Corse)
Lano település Franciaországban, Haute-Corse megyében. Lakosainak száma 21 fő (2022. január 1.). Lano Aiti, Érone, Omessa, Rusio, San-Lorenzo és Tralonca községekkel határos.

## Népesség
A település népességének változása:
| Lakosok száma | 58   | 40   | 20   | 22   | 25   | 26   | 25   | 23   | 22   | 21   |
|               | 1968 | 1982 | 1990 | 2006 | 2013 | 2015 | 2017 | 2019 | 2020 | 2022 |